# Bahnhof Lake City
Der Bahnhof Lake City war ein Bahnhof im Fernverkehr und wurde zuletzt von Amtrak betrieben. Er befand sich in Lake City im Columbia County in Florida.

## Geschichte
Das Eisenbahnzeitalter begann in Lake City 1860, als durch die Florida, Atlantic and Gulf Central Railroad eine Bahntrasse von hier bis Jacksonville fertiggestellt wurde. 1861 erfolgte durch die Pensacola and Georgia Railroad der Lückenschluss nach Tallahassee und 1883 wurde durch die Pensacola and Atlantic Railroad Pensacola erreicht. Ab 1885 entwickelte sich die Stadt durch den Bau der Bahnstrecke Macon (Georgia) nach Palatka über Lake City durch die Georgia Southern & Florida Railroad zu einem wichtigen Eisenbahnknoten.
Die Linienführung des von Amtrak betriebenen Fernreisezugs Sunset Limited, der 1971 eingeführt wurde und zunächst von Los Angeles nach New Orleans führte, wurde 1993 weiter über Lake City nach Jacksonville (später nach Miami und Orlando) verlängert. Nach den Auswirkungen des Hurrikans Katrina im August 2005 wurde die Linie jedoch wieder auf die ursprüngliche Strecke Los Angeles – New Orleans verkürzt. Der einzige Schienenverkehr besteht seitdem aus Gütertransporten, die von der Bahngesellschaft CSX Transportation durchgeführt werden.